# Buttersäureisobutylester
Buttersäureisobutylester ist eine chemische Verbindung aus der Gruppe der Carbonsäureester.

## Vorkommen
Buttersäureisobutylester ist eine der flüchtigen Verbindungen, die bei der Reifung von Bananen entstehen. Sie kommt auch in der Römischen Kamille und Jackfrüchten vor und wurde auch in Aprikosen, Äpfeln, Erdbeeren, Blau- und Greyerzerkäse, Cognac, Portwein, Rum, Honig, Oliven, Passionsfrüchten, Pflaumen, Bohnen, Pilzen, Mangos, Apfelschnaps, Quitten, Cherimoya, Kiwis und den Schalen der chinesischen Quitte nachgewiesen.

## Gewinnung und Darstellung
Buttersäureisobutylester kann durch Reaktion von Buttersäure mit Isobutylalkohol in Gegenwart von Schwefelsäure oder mit Hilfe eines Enzyms gewonnen werden.

## Eigenschaften
Buttersäureisobutylester ist eine farblose Flüssigkeit, die wenig löslich in Wasser ist. Die Verbindung hat einen fruchtigen, ätherischen Geruch, der an Äpfel oder Ananas erinnert, und einen süßen Geschmack, der an Rum erinnert.

## Verwendung
Buttersäureisobutylester wird als Aromastoff für Lebensmittel verwendet.